# Urshults kungsäpple
Urshults kungsäpple är en äppelsort. Den odlas sedan gammalt i trakterna av Urshult söder om sjön Åsnen i sydligaste Småland. Sorten är mörkt röd och ätmogen från december, och kan enkelt lagras till mars- april.